# Ishøj
Ishøj ist eine Stadt mit 21.269 Einwohnern (Stand 1. Januar 2023) auf der dänischen Insel Seeland. Die Stadt liegt im gleichnamigen Kirchspiel (Ishøj Sogn), das bis 1970 zur Harde Smørum Herred im damaligen Amt Kopenhagen gehörte. Mit der Auflösung der Hardenstruktur wurde das Kirchspiel in die Kommune Ishøj aufgenommen, diese blieb mit der Kommunalreform zum 1. Januar 2007 unverändert, gehört aber seitdem zur Region Hovedstaden.
Ishøj liegt an der Køge Bucht etwa 18 km südwestlich von Kopenhagen. Die Stadt ist Verwaltungssitz der gleichnamigen Ishøj Kommune und ein Bestandteil der Hovedstadsområdet. Im Jahr 2011 war in Ishøj mit 10,6 Prozent die höchste Arbeitslosenquote des Landes zu verzeichnen (Dänemark: 6,1 %).
In Ishøj befindet sich das 1996 eröffnete Kunstmuseum Arken.

## Söhne und Töchter der Stadt
- Louise Spangsberg Grønfeldt (* 1980), Juristin
- Zidan Sertdemir (* 2005), Fußballspieler